# Глизе 673
Глизе 673 — оранжевый карлик, расположенный в созвездии Змееносца. Глизе 673 представляет собой звезду спектрального класса K7V. Звёзды главной последовательности с этим спектральным классом имеют массу в диапазоне 60–70% от массы Солнца (сопоставимо с членами двойной звездной системы 61 Лебедя).
Эта звезда находится относительно близко от Земли на расстоянии около 25 световых лет. Однако, несмотря на эту близость, она не видна неворужённым глазом, так как имеет звёздную величину 7,492. Считается медленно вращающейся звездой с относительно большим собственным движением.
Глизе 673 входит в число ближайших звёзд спектрального класса K, находящихся в «золотой зоне» между звёздами, аналогичными Солнцу, и звёздами спектрального класса M с точки зрения вероятности существования жизни и легкости ее обнаружения (в данном случае для планет в обитаемой зоне), согласно анализу Джады Арни из Центра космических полетов имени Годдарда НАСА.